# Чернушки (Крым)
Черну́шки (до 1945 года Карала́р; укр. Чернушки, крымскотат. Qaralar, Къаралар) — исчезнувшее село в Сакском районе Республики Крым (согласно административно-территориальному делению Украины — Автономной Республики Крым), располагавшееся на северо-западе района, в степной части Крыма, примерно в 2,5 км северо-западнее современного села Наташино. Село находилось во впадающей в озеро Донузлав маловодной балке, имеющей два имени — по старому и новому названиям села: Каралар и Чернушка.

## История
Первое документальное упоминание села встречается в Камеральном Описании Крыма… 1784 года, судя по которому, в последний период Крымского ханства Каралер входил в Байнакский кадылык Козловскаго каймаканства. После присоединения Крыма к России (8) 19 апреля 1783 года, (8) 19 февраля 1784 года, именным указом Екатерины II сенату, на территории бывшего Крымского Ханства была образована Таврическая область и деревня была приписана к Евпаторийскому уезду. После Павловских реформ, с 1796 по 1802 год, входила в Акмечетский уезд Новороссийской губернии. По новому административному делению, после создания 8 (20) октября 1802 года Таврической губернии, Каралар был включён в состав Кудайгульской волости Евпаторийского уезда. Видимо, после присоединения Крыма к России население деревни выехало в Турцию, поскольку в Ведомости о волостях и селениях, в Евпаторийском уезде с показанием числа дворов и душ… от 19 апреля 1806 года деревня Коллалар записана, как пустопорожняя принадлежащая помещику Болдания. На военно-топографической карте генерал-майора Мухина 1817 года деревня Каралар обозначена пустующей. В «Ведомости о казённых волостях Таврической губернии 1829 года» Каралар уже не значится, а на карте 1836 года, как и на карте 1842 года обозначены развалины деревни Каралар.
Судя по доступным источникам, поселение было возрождено крымскими немцами-лютеранами в самом конце XIX века, поскольку вновь встречается в «…Памятной книжке Таврической губернии на 1900 год», согласно которой в деревне Донузлавской волости числилось 28 жителей в 2 дворах. По Статистическому справочнику Таврической губернии. Ч.II-я. Статистический очерк, выпуск пятый Евпаторийский уезд, 1915 год, в селе Каралар (К. И. Мартена) Донузлавской волости Евпаторийского уезда числилось 14 дворов с французскими жителями в количестве 109 человек приписного населения и 17 — «постороннего».
После установления в Крыму Советской власти по постановлению Крымревкома от 8 января 1921 года № 206 «Об изменении административных границ» была упразднена волостная система и село вошло в состав Евпаторийского района Евпаторийского уезда, а в 1922 году уезды получили название округов. 11 октября 1923 года согласно постановлению ВЦИК в административное деление Крымской АССР были внесены изменения, в результате которых округа были отменены и произошло укрупнение районов — территорию округа включили в Евпаторийский район. Согласно Списку населённых пунктов Крымской АССР по Всесоюзной переписи 17 декабря 1926 года, в селе Каралар (немецкий) Отешского сельсовета Евпаторийского района числился 21 двор, все крестьянские, население составляло 111 человек, из них 97 немцев, 13 украинцев и 1 русский. Время образования Караларского сельсовета пока не установлено, но на 1940 год он уже существовал. Вскоре после начала Великой Отечественной войны, 18 августа 1941 года крымские немцы были депортированы сначала в Ставропольский край, а затем в Сибирь и северный Казахстан.
После освобождения Крыма от фашистов, 12 августа 1944 года было принято постановление № ГОКО-6372с «О переселении колхозников в районы Крыма», и в сентябре 1944 года в район приехали первые новосёлы (150 семей) из Киевской и Каменец-Подольской областей, а в начале 1950-х годов последовала вторая волна переселенцев из различных областей Украины. Указом Президиума Верховного Совета РСФСР от 21 августа 1945 года Каралар был переименован в Чернушки и Караларский сельсовет — в Чернушкинский. С 25 июня 1946 года село в составе Крымской области РСФСР.
26 апреля 1954 года Крымская область была передана из состава РСФСР в состав УССР. Время упразднения сельсовета и включения Чернушек в Наташинский сельсовет пока не установлено: на 15 июня 1960 года село уже числилось в его составе. 1 января 1965 года указом Президиума ВС УССР «О внесении изменений в административное районирование УССР — по Крымской области» Евпаторийский район был упразднён, а село включено в состав Сакского района (по другим данным — 11 февраля 1963 года). Ликвидировано в период между 1968 годом, когда село ещё значилось в составе Добрушинского сельского совета, и 1977-м, когда Чернушки уже числились в списке упразднённых.